# USS LST-471
O USS LST-471 foi um navio de guerra norte-americano da classe LST que operou durante a Segunda Guerra Mundial.